# Río Artedo
El río Artedo o Candaliña es un curso de agua del norte de la península ibérica. Discurre por Asturias.

## Curso
El río, que discurre por la comunidad autónoma española de Asturias, nace de la conjunción de varios arroyuelos procedentes de Inclán y Villavaler. Acaba desaguando en el mar Cantábrico. Aparece descrito en el quinto volumen del Diccionario geográfico-estadístico-histórico de España y sus posesiones de Ultramar de Pascual Madoz con las siguientes palabras:

CANDALIÑA ó ARTEDO: r. de la prov. de Oviedo, el cual se forma de varios arroyuelos que bajan de las felig. de Inclan y Villavaler, en el part. jud. y ayunt. de Pravia y de la de Faedo, en el ayunt. de Cudillero del mismo part.; durante su curso de S. á N., cruza por la vallada de Artedo, donde recibe otro arroyo que desciende de las Luiñas, sigue por los l. de Artedo y de la Magdalena (donde hay un puente de madera) y desemboca en el mar por la concha del mismo nombre: sus aguas riegan algunos prados y crian truchas, anguilas y otros peces menudos.
(Madoz, 1846, pp. 437-438)